# الأردن في الألعاب البارالمبية الصيفية 2008
شاركت الأردن في الألعاب البارالمبية الصيفية 2008 والتي أقيمت في بكين، الصين. تنافس الرياضيون الأردنيون في ثلاث رياضات: ألعاب القوى، ورفع الأثقال، وتنس الطاولة. كان من ضمن المتنافسين مها البرغوثي، لاعبة تنس الطاولة التي فازت بأول ميدالية ذهبية في الألعاب البارالمبية في الأردن في الألعاب البارالمبية الصيفية 2000.

## الحاصلون على الميداليات
| ميدالية | اسم                       | رياضة       | حدث                       |
| ------- | ------------------------- | ----------- | ------------------------- |
| فضية    | جميل الشبلي               | ألعاب القوى | رمي الجلة رجال - F57 / 58 |
| فضية    | عمر كرادة                 | رفع الاثقال | -48 كغم رجال              |
| برونزية | ختام أبو عوض فاطمة العزام | تنس الطاولة | فرق السيدات - الفصول 4/5  |
| برونزية | معتز الجنيدي              | رفع الاثقال | -75 كغم رجال              |

## رياضات

### ألعاب القوى

#### الرجال
| رياضي        | فصل         | حدث       | نهائي | نهائي | نهائي  |
| رياضي        | فصل         | حدث       | نتيجة | نقاط  | مرتبة  |
| ------------ | ----------- | --------- | ----- | ----- | ------ |
| عامر العبادي | F57-58      | رمي الجلة | 13.29 | 888   | 11     |
| جميل الشبلي  | F57-58      | رمي الجلة | 14.28 | 1064  | </img> |
| عمر حمدين    | F55-56      | رمي القرص | 32.59 | 846   | 9      |
| محمد ياسين   | F33-34 / 52 | رمي القرص | 17.05 | 913   | 7      |

#### النساء
| رياضي       | فصل    | حدث       | نهائي | نهائي | نهائي |
| رياضي       | فصل    | حدث       | نتيجة | نقاط  | مرتبة |
| ----------- | ------ | --------- | ----- | ----- | ----- |
| ثروة الحجاج | F57-58 | رمي القرص | 23.05 | 733   | 13    |

### رفع الأثقال

#### الرجال
| رياضي        | حدث    | نتيجة | مرتبة  |
| ------------ | ------ | ----- | ------ |
| معتز الجنيدي | 75 كجم | 210.0 | </img> |
| فيصل حمش     | 56 كجم | 160.0 | 9      |
| عمر كرادة    | 48 كجم | 162.5 | </img> |

#### النساء
| رياضي       | حدث    | نتيجة | مرتبة |
| ----------- | ------ | ----- | ----- |
| فاطمة علاوي | 52 كجم | 80.0  | 7     |

## أنظر أيضا
- مشاركات الأردن في الألعاب البارالمبية
- الأردن في الألعاب الأولمبية الصيفية 2008